# Consorti dei sovrani di Grecia
Le Consorti dei Re di Grecia erano le persone sposate ai sovrani del Regno di Grecia durante il loro regno. Poiché tutti i monarchi della Grecia moderna erano di sesso maschile con il titolo di Re degli Elleni, tutte le consorti greche furono donne con il titolo di Regina degli Elleni e l'appellativo di Maestà. Le seguenti donne sono state Regine degli Elleni come consorti dei re della Grecia moderna tra il 1836 ed il 1974:

## Regine consorti di Grecia
Wittelsbach (1832–1862) 
| Immagine | Nome                | Padre                                               | Nascita          | Matrimonio       | Diventò Consorte | Cessò di essere Consorte               | Morte          | Coniuge |
| -------- | ------------------- | --------------------------------------------------- | ---------------- | ---------------- | ---------------- | -------------------------------------- | -------------- | ------- |
|          | Amalia di Oldenburg | Augusto I, granduca di Oldenburg (Holstein-Gottorp) | 21 dicembre 1818 | 22 novembre 1836 | 22 novembre 1836 | 23 ottobre 1862 deposizione del marito | 20 maggio 1875 | Ottone  |

## Regine consorti degli Elleni
Schleswig-Holstein-Sonderburg-Glücksburg (1863–1924) 
| Immagine | Nome                          | Padre                                                  | Nascita          | Matrimonio       | Diventò Consorte                           | Cessò di essere Consorte                 | Morte                        | Coniuge      |
| -------- | ----------------------------- | ------------------------------------------------------ | ---------------- | ---------------- | ------------------------------------------ | ---------------------------------------- | ---------------------------- | ------------ |
|          | Olga Konstantinovna di Russia | Granduca Konstantin Nikolaevič di Russia (Romanov)     | 3 settembre 1851 | 27 ottobre 1867  | 27 ottobre 1867                            | 18 marzo 1913 assassinio del marito      | 18 giugno 1926               | Giorgio I    |
|          | Sofia di Prussia              | Federico III, imperatore di Germania (Hohenzollern)    | 14 giugno 1870   | 27 ottobre 1889  | 18 marzo 1913 ascesa del marito            | 11 giugno 1917 abdicazione del marito    | 22 novembre 1936             | Costantino I |
|          | Aspasia Manos                 | Petros Manos (Manos)                                   | 4 settembre 1896 | 4 novembre 1919  | 4 novembre 1919                            | 25 ottobre 1920 morte del marito         | 7 agosto 1972                | Alessandro   |
|          | Sofia di Prussia              | Federico III, imperatore di Germania (Hohenzollern)    | 14 giugno 1870   | 27 ottobre 1889  | 19 dicembre 1920 reintegrazione del marito | 27 settembre 1922 abdicazione del marito | 22 novembre 1936             | Costantino I |
|          | Elisabetta di Romania         | Ferdinando I, re di Romania (Hohenzollern-Sigmaringen) | 12 ottobre 1894  | 27 febbraio 1921 | 27 settembre 1922 ascesa del marito        | 25 marzo 1924 esilio del marito          | 14 novembre/15 novembre 1956 | Giorgio II   |

 Seconda Repubblica ellenica (1924–1935) 
 Schleswig-Holstein-Sonderburg-Glücksburg (1935–1973) 
| Immagine | Nome                    | Padre                                             | Nascita        | Matrimonio        | Diventò Consorte                 | Cessò di essere Consorte         | Morte           | Coniuge       |
| -------- | ----------------------- | ------------------------------------------------- | -------------- | ----------------- | -------------------------------- | -------------------------------- | --------------- | ------------- |
|          | Federica di Hannover    | Ernesto Augusto III, duca di Brunswick (Hannover) | 18 aprile 1917 | 9 gennaio 1938    | 1º aprile 1947 ascesa del marito | 6 marzo 1964 morte del marito    | 6 febbraio 1981 | Paolo         |
|          | Anna Maria di Danimarca | Federico IX, re di Danimarca (Glücksburg)         | 30 agosto 1946 | 18 settembre 1964 | 18 settembre 1964                | 1º giugno 1973 monarchia abolita | in vita         | Costantino II |

## Regine consortititolaridi Grecia
Wittelsbach (dal 1862) 
| Immagine  | Nome                           | Padre                                                     | Nascita          | Matrimonio       | Diventò Consorte                       | Cessò di essere Consorte           | Morte           | Coniuge             |
| --------- | ------------------------------ | --------------------------------------------------------- | ---------------- | ---------------- | -------------------------------------- | ---------------------------------- | --------------- | ------------------- |
|           | Amalia di Oldenburg            | Augusto I, granduca di Oldenburg (Holstein-Gottorp)       | 21 dicembre 1818 | 22 novembre 1836 | 23 October 1862 deposizione del marito | 26 luglio 1867 morte del marito    | 20 maggio 1875  | Ottone              |
|           | Gisella d'Austria              | Francesco Giuseppe, imperatore d'Austria (Asburgo-Lorena) | 12 luglio 1856   | 20 aprile 1873   | 12 dicembre 1912 ascesa del marito     | 28 settembre 1930 morte del marito | 27 luglio 1932  | Leopoldo di Baviera |
|           | Maria Bona di Savoia-Genova    | Tommaso di Savoia, duca di Genova (Savoia-Genova)         | 1º agosto 1896   | 8 gennaio 1921   | 31 maggio 1943 ascesa del marito       | 6 settembre 1969 morte del marito  | 2 febbraio 1971 | Corrado di Baviera  |
|           | Helene von Khevenhüller-Metsch | Conte Franz von Khevenhüller-Metsch                       | 4 aprile 1921    | 16 novembre 1970 | 16 novembre 1970                       | 1º gennaio 1997 morte del marito   |                 | Eugenio di Baviera  |
| Disputato |                                |                                                           |                  |                  |                                        |                                    |                 |                     |

## Regine consortititolaridegli Elleni
Schleswig-Holstein-Sonderburg-Glücksburg (1922–1935) 
| Immagine | Nome                  | Padre                                                  | Nascita         | Matrimonio       | Diventò Consorte                | Cessò di essere Consorte | Morte            | Coniuge    |
| -------- | --------------------- | ------------------------------------------------------ | --------------- | ---------------- | ------------------------------- | ------------------------ | ---------------- | ---------- |
|          | Elisabetta di Romania | Ferdinando I, re di Romania (Hohenzollern-Sigmaringen) | 12 ottobre 1894 | 27 febbraio 1921 | 25 marzo 1924 monarchia abolita | 6 luglio 1935 divorzio   | 14 novembre 1955 | Giorgio II |

 Schleswig-Holstein-Sonderburg-Glücksburg (dal 1973) 
| Immagine | Nome                    | Padre                                     | Nascita           | Matrimonio        | Diventò Consorte                  | Cessò di essere Consorte         | Morte   | Coniuge       |
| -------- | ----------------------- | ----------------------------------------- | ----------------- | ----------------- | --------------------------------- | -------------------------------- | ------- | ------------- |
|          | Anna Maria di Danimarca | Federico IX, re di Danimarca (Glücksburg) | 30 agosto 1946    | 18 settembre 1964 | 1º giugno 1973 monarchia abolita  | 10 gennaio 2023 morte del marito | in vita | Costantino II |
|          | Marie-Chantal Miller    | Robert Warren Miller                      | 17 settembre 1968 | 1 luglio 1995     | 10 gennaio 2023 ascesa del marito | in carica                        | in vita | Paolo II      |

## Popolarità
La Regina Olga fu l'unica Regina di Grecia realmente popolare. Era di religione ortodossa per nascita, di un carattere pio e bonario, e principalmente interessata alla carità. La sua predecessora, la Regina Amalia, fu popolare all'inizio, ma ella fu presto, probabilmente ingiustamente, biasimata per non aver avuto alcun figlio. La Regina Sofia era vista come autoritaria, e cercando di orientare il marito verso la politica di suo fratello, il Kaiser, in un'epoca in cui gli interessi nazionali greci tendevano verso l'Intesa. Aspasia Manos non fu mai considerata né trattata come una regina perché il suo matrimonio era considerato morganatico a quel tempo. La Regina Elisabetta fu sposata solo per breve tempo ed il suo matrimonio fu senza figli e piuttosto difficile sin dal principio. La Regina Federica fu anch'ella vista come autoritaria interferendo con la politica a un livello di gran lunga superiore al ruolo costituzionale del marito, per non parlare del proprio ruolo che era costituzionalmente inesistente. La Regina Anna Maria arrivò in Grecia da adolescente e fuggì in esilio poco dopo.

## Collegamenti
- Capi di Stato della Grecia
- Consorti dei sovrani dell'impero romano
- Consorti dei sovrani dell'impero latino di Costantinopoli